# 1992年美國
|        | 美國歷史 \| 美國歷史年表                                                                                                   |
| 世紀： | 19世紀美國 \| 20世紀美國 \| 21世紀美國                                                                                     |
| 年代： | 1960年代美國 \| 1970年代美國 \| 1980年代美國 \| 1990年代美國 \| 2000年代美國 \| 2010年代美國 \| 2020年代美國               |
| 年份： | 1988年美國 \| 1989年美國 \| 1990年美國 \| 1991年美國 \| 1992年美國 \| 1993年美國 \| 1994年美國 \| 1995年美國 \| 1996年美國 |
| 紀年： | 美国独立216周年 |

## 聯邦政府

總統：乔治·赫伯特·沃克·布什
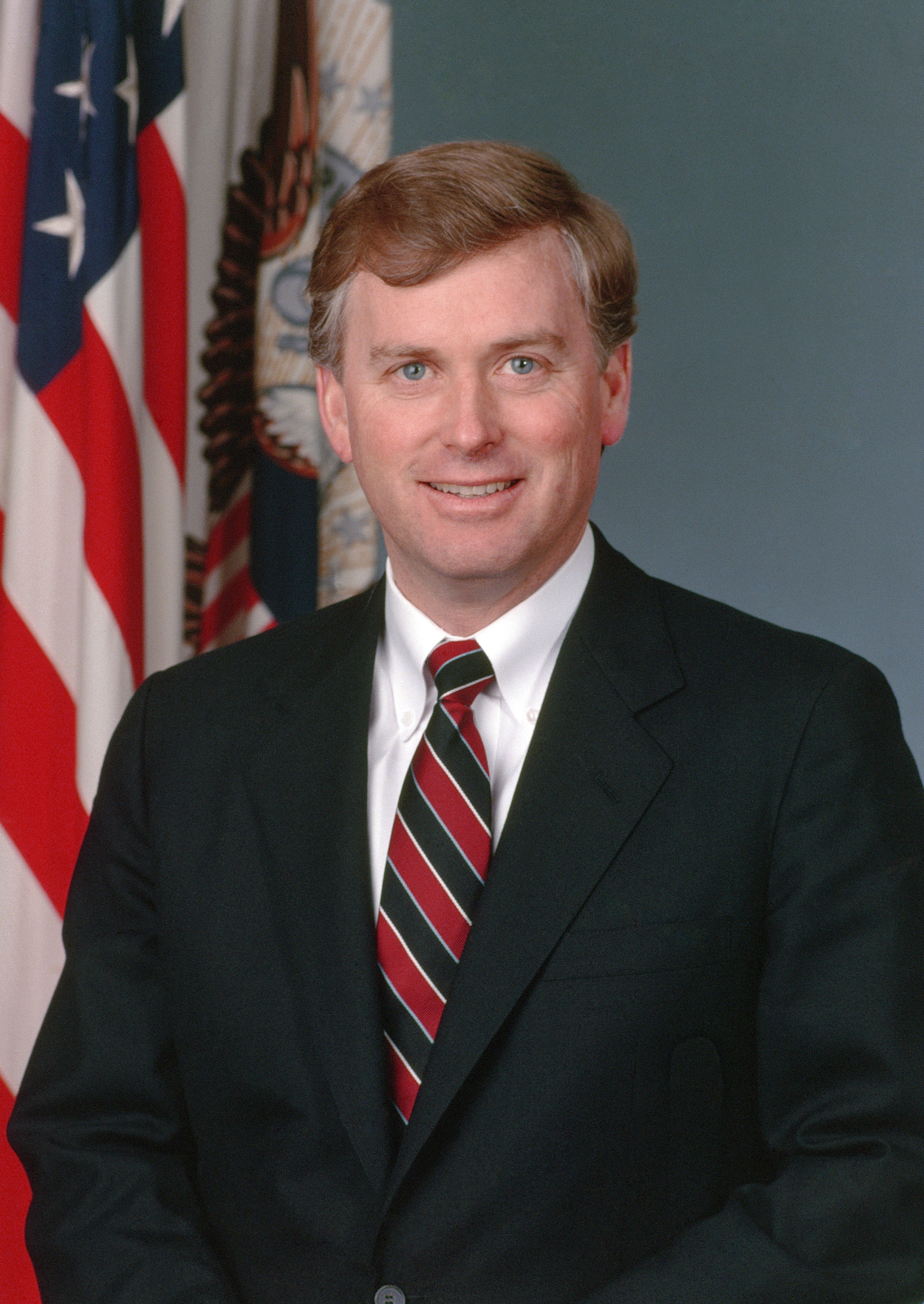
副總統：丹·奎尔
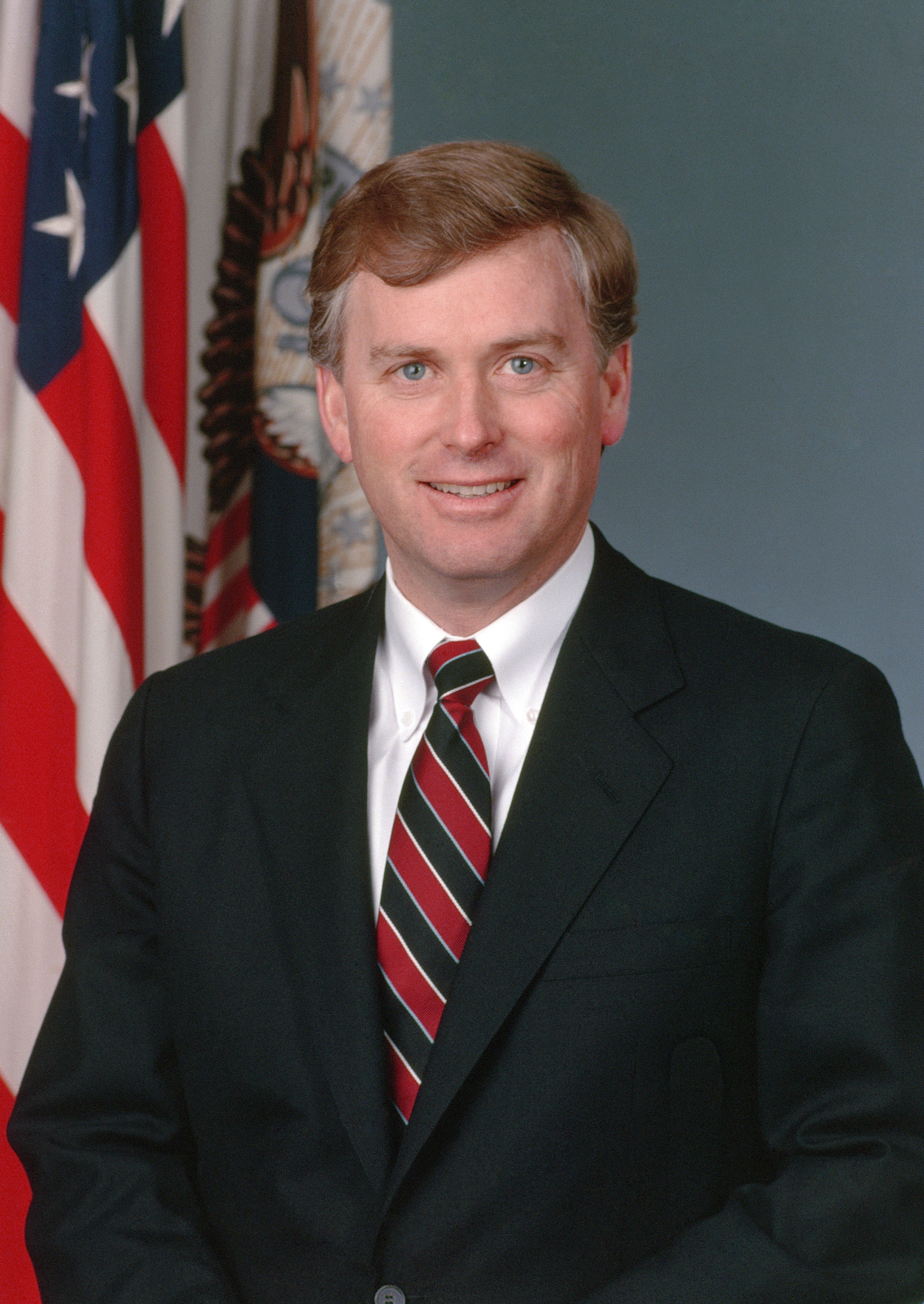
參議院議長：丹·奎爾（副總統兼任）
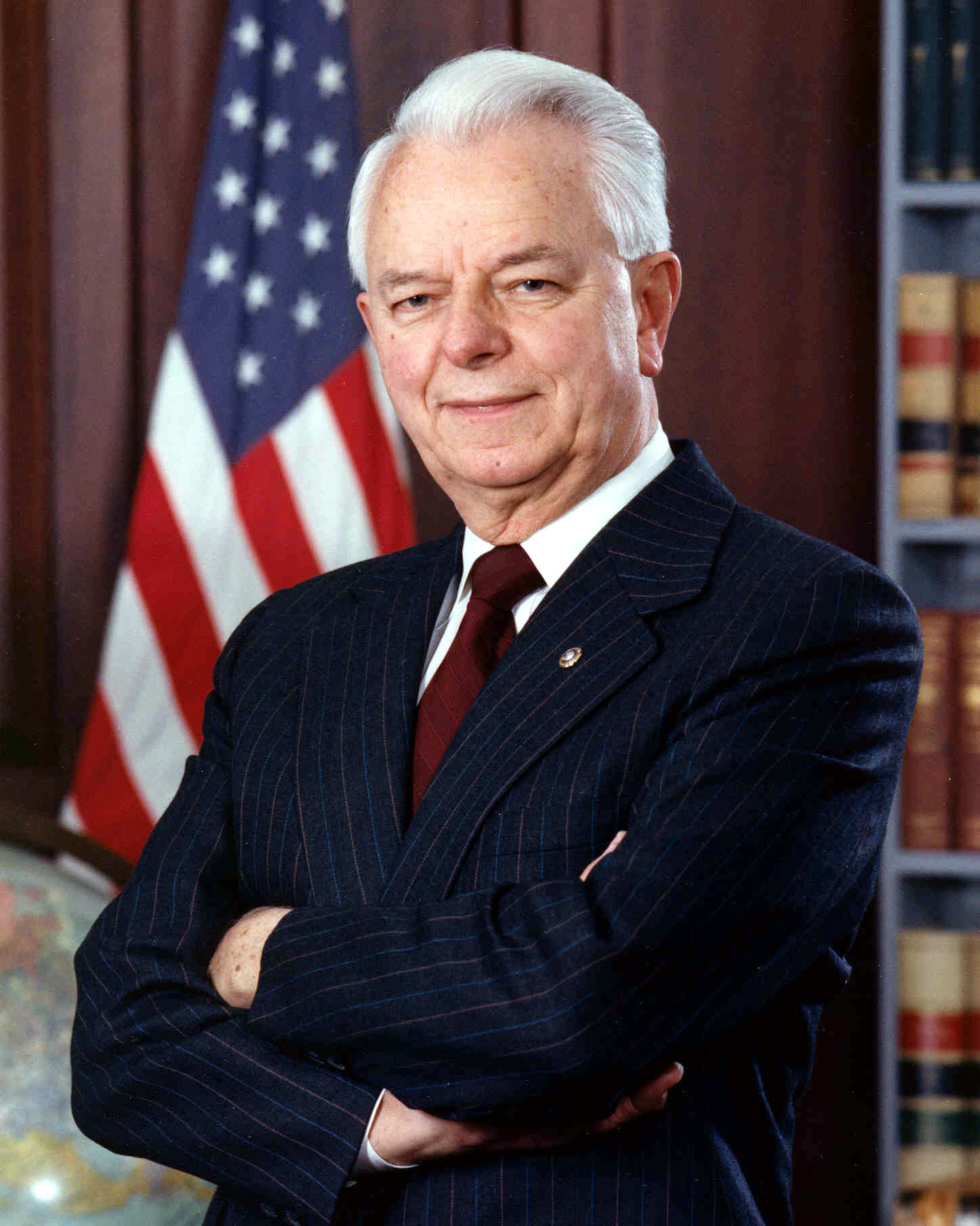
參議院臨時議長：羅伯特·伯德
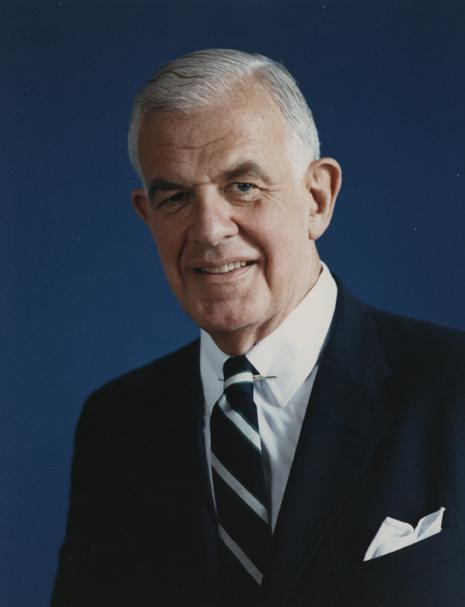
眾議院議長：湯姆·弗利
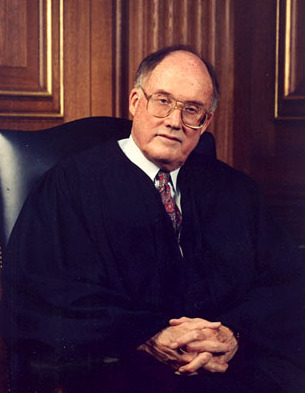
首席大法官：威廉·伦奎斯特

## 大事記

### 4月
- 4月29日——陪審團無罪釋放四位毒打黑人摩托車騎士羅德尼·金的警官（全程被第三方使用 V8 拍攝下）；該事件隨後造成1992年洛杉磯暴動，造成53死、當地10億美元的財產損失。

### 8月
- 8月12日——美国、加拿大及墨西哥三国签署北美自由贸易协议。

### 11月
- 11月3日——美國民主黨代表克林頓擊敗爭取連任的共和黨代表老布殊當選美國總統。
- 11月24日——美軍撤離蘇比克灣海軍基地，交還給菲律賓。